# Wenceslaus II van Teschen
Wenceslaus II van Teschen (circa 1488/1496 - 17 november 1524) was van 1518 tot 1524 samen met zijn vader Casimir II hertog van Teschen. Hij behoorde tot de Silezische tak van het huis Piasten.

## Levensloop
Wenceslaus was de tweede zoon van hertog Casimir II van Teschen en Johanna van Podiebrad, dochter van hertog Victor van Podiebrad van Oppau. 
De beslissing van zijn vader om zijn oudere broer Frederik een kerkelijke loopbaan te laten volgen, zorgde ervoor dat Wenceslaus de voorbestemde troonopvolger van zijn vader was. Toen Frederik in 1507 overleed, bleef Wenceslaus als enige erfgenaam van zijn vader echter. 
Het zou echter nog tot in 1518 duren voordat hij tot medehertog van Teschen werd benoemd. Wenceslaus zou echter nooit zelfstandig regeren, omdat hij in 1524 nog voor zijn vader kwam te overlijden. Toen Casimir II in 1528 kwam te overlijden, was het bijgevolg Wenceslaus' zoon Wenceslaus III Adam die de volgende hertog van Teschen werd.

## Huwelijk en nakomelingen
Op 1 december 1518 huwde hij met Anna (1487-1539), dochter van markgraaf Frederik V van Brandenburg-Ansbach. Ze kregen drie kinderen:
- een zoon (1520 - 1520/1525)
- Ludmila (1523- na 1539)
- Wenceslaus III Adam (1524-1579), hertog van Teschen